# Porphyrinia rubefacta
Porphyrinia rubefacta är en fjärilsart som beskrevs av Paul Mabille 1869. Porphyrinia rubefacta ingår i släktet Porphyrinia och familjen nattflyn. Inga underarter finns listade i Catalogue of Life.